# الانتخابات الرئاسية الكينية 2017
أُقيمت الانتخابات الرئاسية في كينيا يوم 8 أغسطس 2017. ذهب الناخبون الكينيون إلى صناديق الاقتراع لانتخاب رئيس ونائب رئيس وأعضاء البرلمان (مجلس الشيوخ والجمعية الوطنية) وأعضاء الحكومة المحلية (حكام المقاطعات وأعضاء مجالس المقاطعات). أعيد انتخاب الرئيس الحالي أوهورو كينياتا للمنصب بعد حصوله على نسبة 54% من الأصوات. رفض منافسه الرئيسي رايلا أودينجا قبول النتائج المُعلنة واحتج على النتائج في المحكمة العليا. وقضت المحكمة بإلغاء النتائج وإجراء انتخابات جديدة في غضون 60 يوماً.

## خلفية
ينص الدستور الكيني على إجراء انتخابات عامة يوم الثلاثاء من الأسبوع الثاني في شهر أغسطس كل خمس سنوات. وجرت مناقشات عامة لنقل تاريخ عقد الانتخابات من أغسطس إلى ديسمبر، حيث أشار مؤيدو هذا المقترح إلى الجدول الزمني المالي (من 1 يوليو حتى 30 يونيو) الذي يصادف موعد أغسطس لأن معظم الوزارات القائمة على الإجراءات والعمليات الانتخابية الحيوية ليست ممولة تمويلاً كاملاً، قد يتعارض التصويت مع جدول الامتحانات الوطنية لشهر أكتوبر وديسمبر. رأى معارضو تغيير تاريخ الانتخابات أن حماية وأن أي تغيير قد يثير تحديات قانونية، وقد ينتقل إلى الانتخابات المقبلة ولا يزال يتطلب إجراء استفتاء لتقريره، مما قد يعرض استقرار البلد للخطر.
قبل يوم واحد من إجراء الانتنخابات يوم 7 أغسطس 2017 دعا رئيس الولايات المتحدة الرابع والأربعون باراك أوباما ذو الأصول الكينية إلى الهدوء وقبول نتائج الانتخابات. وقد أشارت وسائل الإعلام إلى التصريح بغير المسبوق.

## النظام الانتخابي
ينتخب رئيس كينيا باستخدام نسخة معدلة من نظام الاقتراع على دورتين: للفوز بالدور الأول يجب على المرشح أن يحصل على أكثر من 50% من الأصوات وما لا يقل عن 25% من الأصوات في 24 مقاطعة.

## عنف ما قبل الانتخابات

### حصار منزل ويليام روتو
تعرض منزل نائب الرئيس ويليام روتو للهجوم يوم 29 يوليو2017 من قبل رجل محلي مسلح بمنجل ماشيتي. لم يتواجد روتو وعائلته في المنزل خلال الحصار. وأصاب المهاجم في بادئ الأمر حارساً واحتجزه كرهينة ثم قتله. استمر حصار المنزل لمدة 18 ساعة حتى قتلت القوات الخاصة للشرطة الكينية المهاجم بالرصاص ولم تُعرف دوافع المهاجم.

### مقتل مساندو
عثر على جثتين في ضواحي نيروبي يوم 27 يوليو 2017. وكان أحد القتيلان كريستوفر مساندو وهو رئيس المعلومات والاتصالات والتكنولوجيا في اللجنة المستقلة للانتخابات. وقد لعب مساندو دوراُ رئيسياُ في تطوير نظام التصويت الجديد للانتخابات. وقد بدت على جثته علامات واضحة لآثار التعذيب قبل أن يقتل لأسباب غير واضحة. كما وجدت جثة لامرأة اسمها ماريان نجومبو عمرها 21 عاماً إلى جانب جثته. عرض كل من مكتب التحقيقات الفدرالي وسكوتلاند يارد تقديم المساعدة في عملية التحقيق.

## النتائج

### الرئيس
| المرشح لمصب الرئيس            | المرشح لمنصب نائب الرئيس      | الحزب                         | الأصوات    | %     |
| ----------------------------- | ----------------------------- | ----------------------------- | ---------- | ----- |
| أوهورو كينياتا                | ويليام روتو                   | حزب اليوبيل                   | 8,203,290  | 54.27 |
| رايلا أودينجا                 | كالونزو موسيوكا               | تحالف السوبر الوطني           | 6,762,334  | 44.74 |
| جوزيف نياغاه                  | موسى مارانغو                  | مستقل                         | 42,259     | 0.28  |
| أبدوبا ديدا                   | تيتوس نجيتوني                 | تحالف لتغيير حقيقي            | 38,093     | 0.25  |
| إيكورو أوكوت                  | إيمانويل نزاي                 | تحالف كينيا الطريقة الثالثة   | 27,311     | 0.18  |
| جافيث كالويو                  | موثيورا كاريارا               | مستقل                         | 16,482     | 0.11  |
| مايكل موورا                   | ميريام موتوا                  | مستقل                         | 13,257     | 0.09  |
| سايرس جيرونغو                 | جوزيف موماني                  | الحزب الديمقراطي المتحد       | 11,705     | 0.08  |
| أصوات فارغة/باطلة             | أصوات فارغة/باطلة             | أصوات فارغة/باطلة             |            | –     |
| المجموع                       | المجموع                       | المجموع                       |            | 100   |
| الأصوات المسجلة/معدل المشاركة | الأصوات المسجلة/معدل المشاركة | الأصوات المسجلة/معدل المشاركة | 19,743,716 |       |
| المصدر: IEBC                  |                               |                               |            |       |

أفادت نتائج الانتخابات بفوز كينياتا على خصمه أودينجا بفارق 10 نقاط مئوية بالرغم من تعادل كينياتا وأودينجا في استطلاعات الرأي التي أجريت قبل الانتخابات.